# Charles C. Sweeley
Charles Crawford Sweeley (Lycoming County, bij Williamsport, Pennsylvania, 15 maart 1879 – Williamsport, 3 juli 1931) was een Amerikaans componist en trombonist.

## Biografie
Sweeley was als muzikant een bekend instructeur en trombonist. Hij was trombonist in de toen bekende Repasz Band in Williamsport, Pennsylvania. Eveneens speelde hij trombone in de band van Imperial Teteques of Baldwin 11 Commandery, de Knights Templar Band en het Amazon Lodge IOOF Orchestra.
Vooral over de heel bekende Repasz Band March Two-Step en het auteursrecht ervan bestaan vele legendes. Ongetwijfeld is Charles C. Sweeley als componist gedocumenteerd, maar er zijn verschillende indicaties bekend die doen vermoeden dat deze mars door Harry J. Lincoln is verkocht aan Sweeley.
In 1911 schreef hij voor de Ringgold Band uit Reading, Pennsylvania, een mars en in 1912 een voor de Marshall's Civic Band.

## Composities

### Werken voor harmonieorkest
- 1901 Repasz Band March Two-Step (samen met: Harry J. Lincoln ?)
- 1911 The Minstrel King
- 1911 Regimental Band
- 1911 Ringgold Band March Two-Step
- 1912 Marshall's Civic Band (opgedragen aan Patrick Conway en zijn harmonieorkest) - (samen met: Harry J. Lincoln ?)
- Going to Races
- Lulu Band
- Our Band - March

## Publicatie
- H. Rehrig: The Heritage Encyclopedia of Band Music, (3 volumes); p. 460-461